# Composició IX
Composició IX és una pintura a l'oli sobre tela realitzada per l'artista rus Vassili Kandinski l'any 1936.
Després de més de deu anys sense elaborar cap Composició (l'última, Composició VIII data de 1923), Kandinski torna a aquest tema. En aquest nou treball, realitzat a Paria, l'artista és influenciat, encara que ell ho negui, pel surrealisme, en particular per les obres de Miró: són visibles en aquesta pintura formes biomòrfiques. Per a elaborar aquest quadre, Kandinski va necessitar només un esbós previ. Composició IX es caracteritza per un seguit de franges diagonals de colors, que formen el pla del fons d'uns elements geomètrics i biomòrfics que recorden el plàncton i els microorganismes subaquàtics.